# Ericus Rinman
Ericus Rinman, född 10 februari 1629 i Rinna socken, död 13 april 1706 i Herrestads socken, var en svensk präst i Herrestads församling.

## Biografi
Ericus Rinman föddes 10 februari 1629 i Rinna socken. Han var son till komministern O. Ahrenius. Rinman studerade vid gymnasiet och prästvigdes till komminister i Rinna församling den 19 oktober 1659. Han blev 1675 kyrkoherde i Herrestads församling. Rinman avled 13 april 1706 i Herrestads socken. Han begravdes 30 april samma år under altardisken i Herrestads kyrka.

### Familj
Rinman gifte sig första gången 7 december 1659 med änkan efter komministern P. Fornelius i Rinna socken. De fick tillsammans barnen Olavus, Anna (1662–1688), en dotter (1664–1667), Märta, Brita (1665–1708), Samuel (född 1667) och Johan (1668–1694). Rinman gifte sig andra gången 1677 med Anna Catharina Steuchman (1661–1694). Hon var dotter till kyrkoherden Ragvaldus Jonæ Steuchman i Ekeby socken. De fick tillsammans barnen Christina, Maria (1680–1704), Anna (född 1682), Catharina och Raguel (1684–1734).